# Invertébrés sur timbres de l'Angola
L'Angola a émis régulièrement des timbres avec des fleurs et des animaux.

## 1963
| Valeur faciale | Légende                   |
| -------------- | ------------------------- |
| 2,50 $.        | Nomadacris septemfasciata |

## 1974
| Valeur faciale | Légende                                            | Remarque                                                                                      |
| -------------- | -------------------------------------------------- | --------------------------------------------------------------------------------------------- |
| 0,25 $         | Harpa doris Röding                                 |                                                                                               |
| 0,30 $         | Murex melanamathos Gmelin                          | Aujourd'hui : Homalocantha melanamathos                                                       |
| 0,50 $         | Venus foliaceo lamellosa Schröter                  | Aujourd'hui : Circomphalus foliaceolamellosus (Dillwyn, 1817)                                 |
| 0,70 $         | Lathyrus filosus Schubert e Wagner                 | le nom correct était : Latirus filosus, aujourd'hui Fusinus filosus (Schubert & Wagner, 1829) |
| 1 $            | Cymbium cisium Linné                               | Aujourd'hui : Cymbium cymbium (Linnaeus, 1758)                                                |
| 1,50 $         | Cassis tesselata Gmelin                            |                                                                                               |
| 2 $            | Cypraea stercoraria Linné                          |                                                                                               |
| 2,50 $         | Conus prometheus Hwass                             | Aujourd'hui : Conus pulcher prometheus Hwass in Bruguière, 1792                               |
| 3 $            | Strombus latus Gmelin                              | Aujourd'hui: Persististrombus latus (Gmelin, 1791)                                            |
| 3,50 $         | Tympanotonus fuscatus Linné                        |                                                                                               |
| 4 $            | Cardium costatum Linné                             |                                                                                               |
| 5 $            | Natica fulminea Gmelin Variedade cruentata Lamarck |                                                                                               |
| 6 $            | Lyropecten nodosus Linné                           |                                                                                               |
| 7 $            | Tonna galea Linné                                  |                                                                                               |
| 10 $           | Donax rugosus Linné                                |                                                                                               |
| 25 $           | Cymatium trigonum Gmelin                           |                                                                                               |
| 30 $           | Olivancilaria acuminata Lamarck                    | Coquille, nom correct : Olivancillaria acuminata, aujourd'hui se nomme Agaronia acuminata     |
| 35 $           | Semifusus morio Linné                              | Aujourd'hui : Pugilina morio                                                                  |
| 40 $           | Clavatula lineata Lamarck                          | Aujourd'hui : Perrona lineata                                                                 |
| 50 $           | Solarium granulatum Lamarck                        | Aujourd'hui : Architectonica nobilis                                                          |

## 1994
| Valeur faciale | Légende                     |
| -------------- | --------------------------- |
| 5 000 nkz.     | Heliothis armigera (Hubner) |
| 6 000 nkz.     | Bemisia tabasi (Gennadius)  |
| 10 000 nkz.    | Dysdercus spp.              |
| 27 000 nkz.    | Spodoptera exigua (Hubner)  |